# Лазарев каньон
Лазарев каньон (на сръбски: Лазарев кањон) е каньон в източна Сърбия, формиран на едноименната река и отдалечен на 10-ина km от град Бор.
Това е най-дългият и дълбок каньон в тази част на страната с дължина 9 km и височина между 300 и 500 m. Поради трудния терен с изключително стръмни отвесни скали той все още не е изследван напълно. Известен е с многобройните си пещери - над 70 брой като само малка част от тях са достъпни. Каньонът е изсечен в южната част на планината Кучай и от всички страни е заобиколен с каменисти хребети - от юг и югоизток Малиник (1087 m), от север Стръняк (720 m) и Корнет (696 m), от запад Погара (883 m) и Микуля (1022 m).
Според преданието каньонът е наречен така по името на княз Лазар Хребелянович, чиито конници след Черноменската битка с османците през септември 1371 г. лагеруват известно време на това място, но е възможно да става дума за друга битка, тъй като не е известно княз Лазар да е взел участие в тази битка.
Флората в каньона е представена от голям брой редки и ендемични растения, а фауната - от диви котки, пепелянки, бухали, сокол скитник, скален орел, сови, прилепи, диви кози.